# Malcolm X
Malcolm X (născut Malcolm Little; 19 mai 1925 - 21 februarie 1965) (cunoscut și sub numele Hajji Malik El-Shabazz) a fost un predicator musulman american de culoare și purtător de cuvânt pentru Nation of Islam.
Pentru admiratorii săi a fost un avocat curajos pentru drepturile negrilor, un om care a pus sub acuzare albii din America în termenii cei mai aspri pentru crimele lor împotriva americanilor de culoare; însă adversarii l-au acuzat de propovăduirea rasismului și a violenței. El a fost numit unul dintre cele mai mari și mai influente personalități afro-americane din istorie.
Se spune ca tatăl lui Malcom X a fost ucis de albi și cel puțin unul dintre unchii săi a fost linșat. De la vârsta de 13 ani, moment în care mama lui a fost internată într-o clinică pentru boli mintale, acesta a trecut printr-o serie de centre de plasament. În 1946, la 20 de ani, a mers la închisoare pentru intrare prin efracție (furt).
În timpul detenției, Malcolm X a devenit membru al Nation of Islam, iar după eliberarea condiționată în 1952 a reușit rapid sa ajungă unul dintre liderii mișcării. Pentru o perioada lungă de timp, el a fost imaginea publică a grupului, în conformitate cu învățăturile Națiunilor el a evidențiat supremația negrilor, susținând separarea de albi. Deseori putea fi auzit luând în derâdere încercările guvernului American referitoare la drepturile civile privind integrarea.
În martie 1964 Malcolm X a realizat deziluzia numita Nation of Islam și în cele din urmă părăsește gruparea și respinge învățăturile ei. Mai târziu acesta îmbrățișează islamul sunnit și după o perioadă petrecuta în Africa și Orientul Mijlociu, revine în Statele Unite, unde a descoperit Muslim Mosque Inc si Organizația Unității Afro-Americane. Deși continuă să sublinieze Pan-Africanismul, auto-determinarea de culoare și dreptul la auto-apărare al negrilor, el a negat acuzațiile de rasism, spunând: "Am făcut multe lucruri ca „negru” musulman pe care le regret acum. Am fost un zombie atunci... îndreptat într-o direcție și trimis la marș".
În februarie 1965, la scurt timp după renegarea Nation of Islam, a fost asasinat de trei membri ai organizației în timp ce se pregătea să țină o cuvântare la Audubon Ballroom din Manhattan. Persistă încă teorii ale conspirației conform cărora în asasinarea lui au fost implicați lideri ai organizației Nation of Islam sau ofițeri ai forțelor de ordine.